# Jens Rasmussen Dahlkild
 Der er for få eller ingen kildehenvisninger i denne artikel, hvilket er et problem. Du kan hjælpe ved at angive troværdige kilder til de påstande, som fremføres i artiklen.

Jens Rasmussen, fra 14. december 1853 Jens Rasmussen Dahlkild (født 14. maj 1805 i Svanninge Sogn, død 11. november 1855), var et af de folkevalgte medlemmer af Den Grundlovgivende Rigsforsamling.
Han var søn af gårdfæster Rasmus Christensen (1761-1828) og hustru Karen Jensdatter (1769-1831).
Efter skolegang til 14-årsalderen og konfirmation (9.april 1820) var det slut med mere lærdom i undervisningssystemet. Men livet igennem søgte han ved selvstudium at dygtiggøre sig, selv om det i datiden ikke var så ligetil at skaffe bøger. Det vides, at han bl.a. læste verdenshistorie og i vinteren 1828 syslede en del med aritmetik. Flere bøger, som han lånte, afskrev han i hånden.  
Ved faderens død i 1828 blev han i en alder af 23 år bestyrer af gården i Svanninge for sin mor. Da hun døde 3 år senere, drev han gården videre. Militærtjeneste blev han fritaget for i kraft af at være ”gammelmands-søn” og senere gårdmand.
Den 10. juni 1831 giftede han sig med Karen Jørgensdatter fra Stenderup. Godt 3 måneder efter giftermålet (18. september 1831) fik han af lensgreve Preben Bille-Brahe til Grevskabet Brahesminde fæstebrev på forældrenes gård.
Påvirket af tidens tanker og de videnskabelige fremskridt gik han energisk i gang med at forbedre gårdens drift: Han var den første bonde i Svanninge, som begyndte at ’mergle’ sin jord; han begyndte at afvande jorden med render og stenfaskiner (drænrør var endnu ukendte); han begyndte systematisk at opdyrke de overdrevs- og hedeudlodder, som de fleste gårde i landsbyen havde i de nærliggende Svanninge Bakker. Desuden begyndte han i større stil end andre at dyrke raps, ærter og kartofler.
Alt dette førte til, at han i løbet af få år fordoblede gårdens udkomme, og han blev i betydelig grad et forbillede for mange af egnens bønder.
Efter indførelsen af kommunalforfatningen i 1841 blev han i to perioder (1842-44 og 1848-53) sogneforstander i Svanninge, og desuden var han i en årrække brandfoged.
Politisk sluttede han sig til Bondevennernes Selskab, da det blev dannet i 1846. Da valgene til den grundlovgivende forsamling blev udskrevet til afholdelse den 5. oktober 1848, var mange af vælgerne i Svendborg Amts 6. kreds (som det dengang hed) enige om, at kredsen burde repræsenteres af ham. Ved valget – som foregik på Korinth Kro ved håndsoprækning blandt de fremmødte vælgere – fik han 409 stemmer mod 99 stemmer til hans modkandidat, herredsfoged og kancelliråd H. S. Blom, Faaborg.
I den grundlovgivende forsamling var han naturligvis en del af forsamlingens ”venstre side” – dvs. bønderne – som talte 38 medlemmer.
Ved kongelig tilladelse af 14. december 1853 antog han tilnavnet Dahlkild, vist nok på grund af hyppig forveksling af breve.
I ægteskabet med Karen Jørgensdatter fik han 7 børn, hvoraf dog kun 2 sønner overlevede ham: Jørgen Jensen Dahlkild (1839-1880) og Frederik Jensen Dahlkild (1844-?).